# Jormungand
 Ovo je glavno značenje pojma Jormungand. Za album norveškog sastava Helheim pogledajte Jormundgand.
Jormungand, često i Jörmungand (staronord. Jǫrmungandr), jest zmija svijeta u nordijskoj mitologiji, Lokijev sin, poznat i kao Midgardska zmija (staronord. Midgarðsormr).
Jormungand je jedno od troje čudovišne djece Lokija i žene diva Angrboðe. Prema Eddi u prozi (isl. Snorra Edda) Snorrija Sturlusona, Odin je oteo Lokijevu djecu: vuka Fenrira (isl. Fenrisúlfr), božicu Hel i Jormunganda, a Jormunganda bacio u veliki ocean koji okružuje Midgard zbog vizije velikog zla koje će to stvorenje napraviti u vrijeme Ragnaroka. 
Jormungand je sazrijevao u oceanu sve dok njegovo tijelo nije obavilo cijelu zemlju i dok nije ustima mogao uhvatiti vlastiti rep. Po legendi će se Jormungand, poslijednji div, obračunati s Thorom kada započne Ragnarok. 

## Mitovi
Sačuvana su tri mita koja temeljito opisuju Thorove susrete sa zmijom Jormungand. 
U prvom dijelu Edde u prozi, Gylfaginningu, div imenom Skrýmir susreo je Thora, Thjálfija i Lokija te zajedno s njima otišao u dvorac Utgard (isl. Útgarðr) u Jotunheimu (isl. Jötunheimr) kojim je vladao div Utgarda-Loki (izv. Útgarða-Loki). Nakon niza nadmetanja koje je organizirao Utgarda-Loki, Thor je morao podignuti mačku sa zemlje, no koliko god pokušavao, uspio je podići samo jednu njezinu šapu. Tek nakon toga je div priznao da je mačka zapravo bila zmija Jormungand jer se, vidjevši kako joj pomiče šapu uspaničio, strahujući da bi je Thor uistinu mogao izdići iz dubina i izazvati katastrofu. 
U drugoj pripovijesti, Thor je krenuo upecati Zmiju svijeta s divom Hymirom. Nakon što mu je div odbio dati mamac, Thor mu je ubio najvećeg vola i njegovu glavu stavio na udicu. Pošto su odveslali do mjesta gdje je div uobičavao loviti ribu, div je iz mora izvukao dva kita. Thor je zahtijevao da odu još dalje usprkos divovim upozorenjima. Thor je pripremio veliku udicu, a zagrizao ju je Jormungand. Thor je zmiju izvukao iz mora, a div se prepao i presjekao udicu baš kada je Thor posegao za svojim maljem Mjollnirom i tako pustio zmiju. 
Treći mit se spominje u Padu Bogova, završnoj bitci zvanoj Ragnarok. Prema mitu će zmija iskočiti iz mora, podignuti plimne valove i pljuvati otrov u svim smjerovima. Thor će ubiti zmiju i napraviti još samo devet koraka prije nego što padne mrtav, otrovan Jormungandovim otrovom.